# Literaturjahr 1856
Liste der Literaturjahre

◄◄ | ◄ | 1852 | 1853 | 1854 | 1855 | Literaturjahr 1856 | 1857 | 1858 | 1859 | 1860 | ► | ►►

Weitere Ereignisse
Dieser Artikel behandelt das Literaturjahr 1856.

## Ereignisse

### Prosa

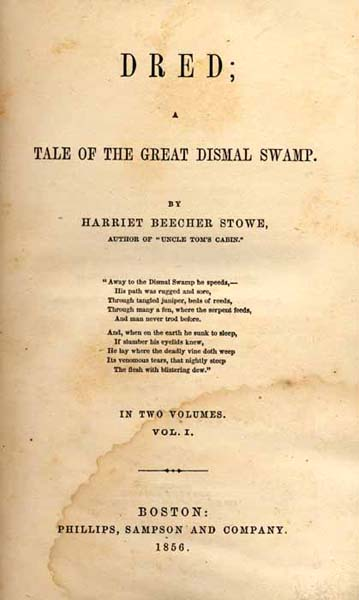
Erstausgabe: Dred

- Harriet Beecher Stowes zweiter Roman Dred; A Tale of the Great Dismal Swamp erscheint. Darin schreibt die überzeugte Abolitionistin von den Great Dismal Swamp Maroons, entlassenen oder entlaufenen Sklaven, die sich unter schwierigen Bedingungen im Great Dismal Swamp, einem ausgedehnten Sumpf in Virginia und North Carolina, niedergelassen haben.
- Gustave Flaubert veröffentlicht den Gesellschaftsroman Madame Bovary im Feuilleton der Revue de Paris, was ihm – obwohl der Roman in zensierter Form erschienen ist – umgehend einen Prozess wegen „Verstoßes gegen die guten Sitten“ einträgt. Unter anderem wird ihm „Verherrlichung des Ehebruchs“ vorgeworfen.

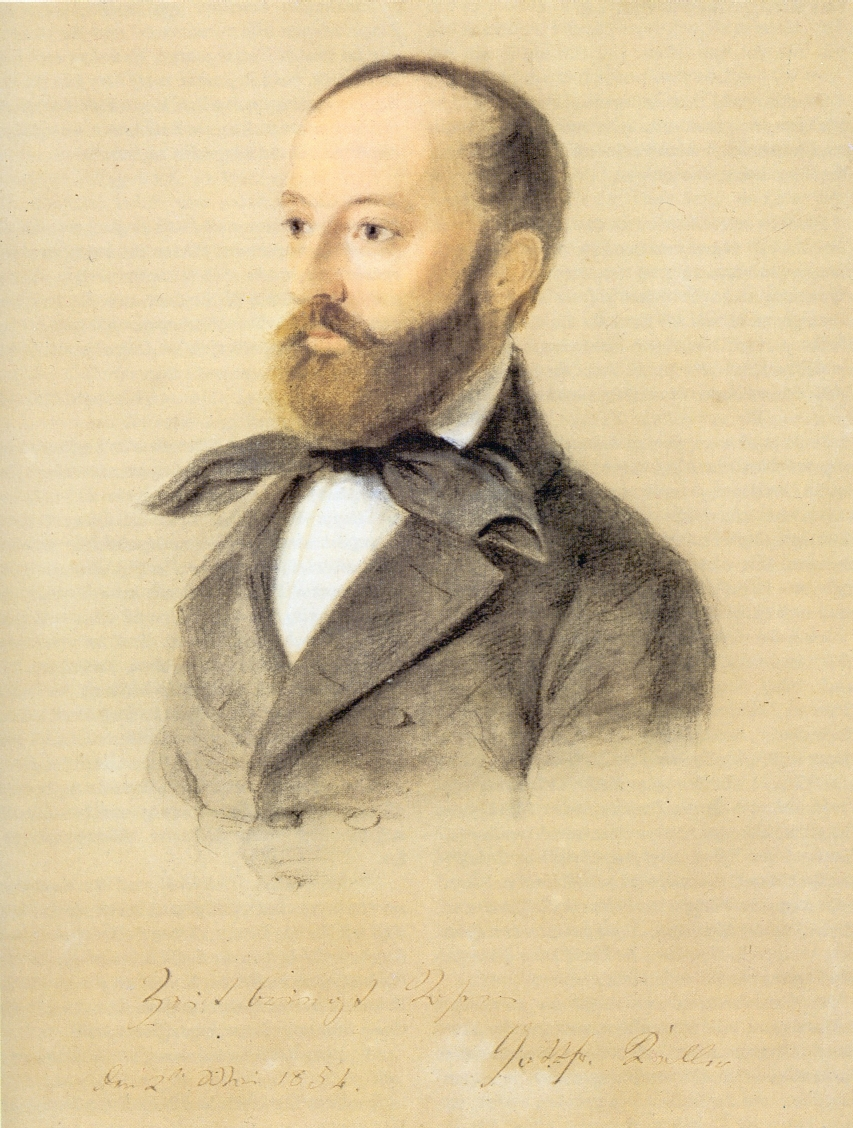
Gottfried Keller, Pastell von Ludmilla Assing, 1854

- Im Vieweg Verlag erscheinen die ersten fünf Novellen in Gottfried Kellers Novellenzyklus Die Leute von Seldwyla. Der zweite Band erscheint 1874.
- Wilhelm Raabe veröffentlicht seinen ersten Roman Die Chronik der Sperlingsgasse.
- Neben einer weiteren Auflage des Deutschen Märchenbuchs veröffentlicht Ludwig Bechstein erstmals auch sein Neues deutsches Märchenbuch.
- Fritz Reuter veröffentlicht den Roman Meine Vaterstadt Stavenhagen.
- In dem Sammelband The Piazza Tales erscheint die Erzählung Benito Cereno von Herman Melville.
- Von Tolstoi erscheinen die Erzählungen Der Morgen eines Gutsbesitzers, Eine Begegnung im Felde mit einem Moskauer Bekannten, Im Schneesturm und die Novelle Zwei Husaren.

- Der Roman Ein ungarischer Nabob von Mór Jókai erscheint auf Deutsch.

### Lyrik
- Das Gedicht Meeresstrand von Theodor Storm wird veröffentlicht.
- Die zweite Auflage von Walt Whitmans Gedichtsammlung Leaves of Grass (Grashalme) enthält bereits 34 Gedichte. Die im Vorjahr erschienene erste Auflage umfasste erst zwölf Gedichte.

### Drama
- Gyges und sein Ring – Friedrich Hebbel
- Das Fest auf Solhaug – Henrik Ibsen

### Periodika

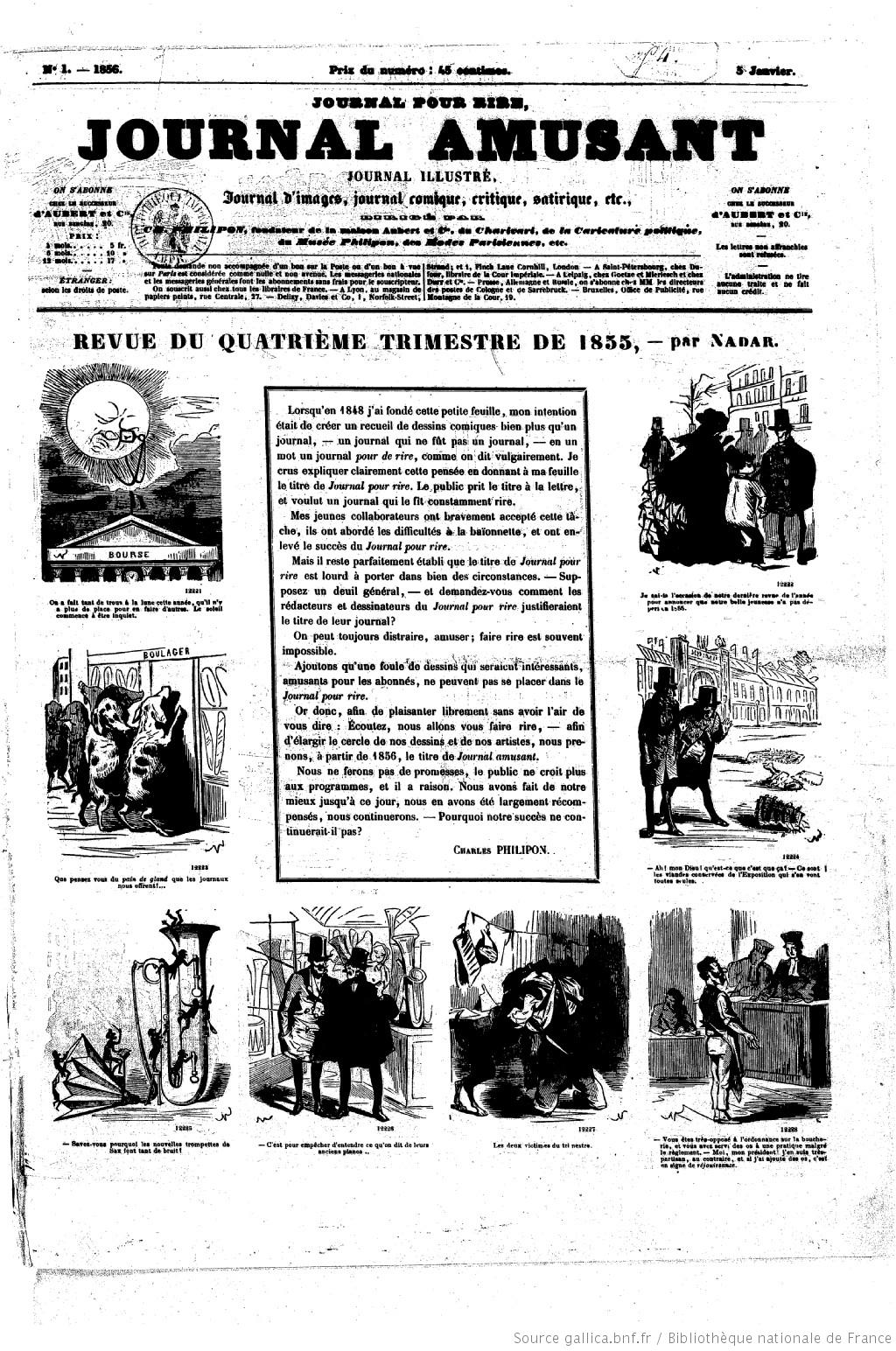
Erste Nummer von Le Journal amusant

- 5. Januar: Der Karikaturist Charles Philipon gründet in Frankreich das satirische Wochenblatt Le Journal amusant

- Leopold Sonnemann gründet den Frankfurter Geschäftsbericht. Das Blatt ändert noch im selben Jahr seinen Namen in Frankfurter Handelszeitung.
- In Leipzig erscheint erstmals die Deutsche Turnzeitung. Die Sportzeitschrift wird als Presseorgan des Deutschen Turner-Bundes gegründet und zunächst von Ernst Keil herausgegeben. Die DTZ ist das erste bedeutendere Blatt in Deutschland, das sich mit Fragen des Turnens auseinandersetzt.
- Die Bündner Churer Zeitung stellt ihr Erscheinen ein. Nachfolgerin wird die Tageszeitung Die Rheinquellen.

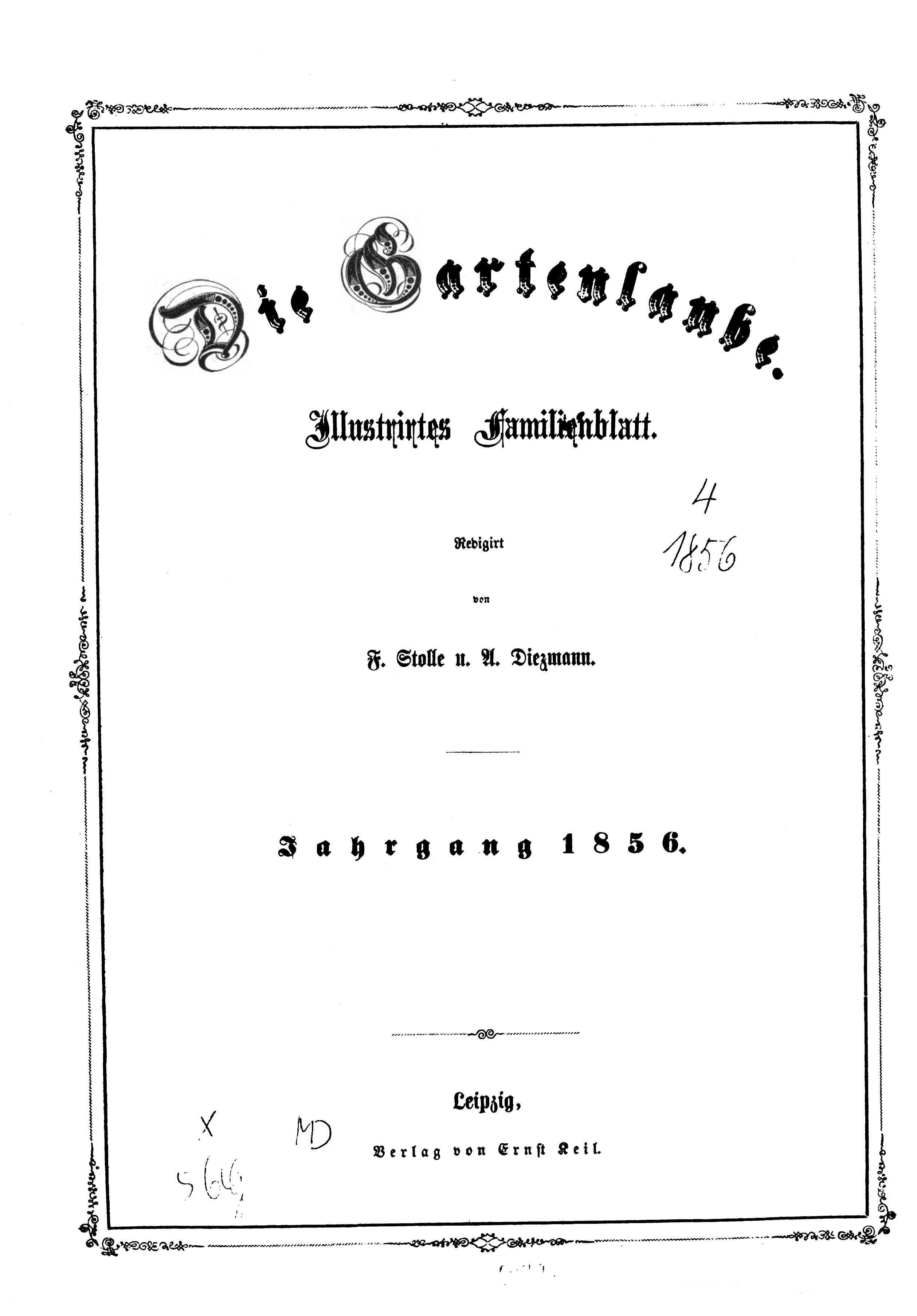
Die Gartenlaube 1856

### Sonstiges

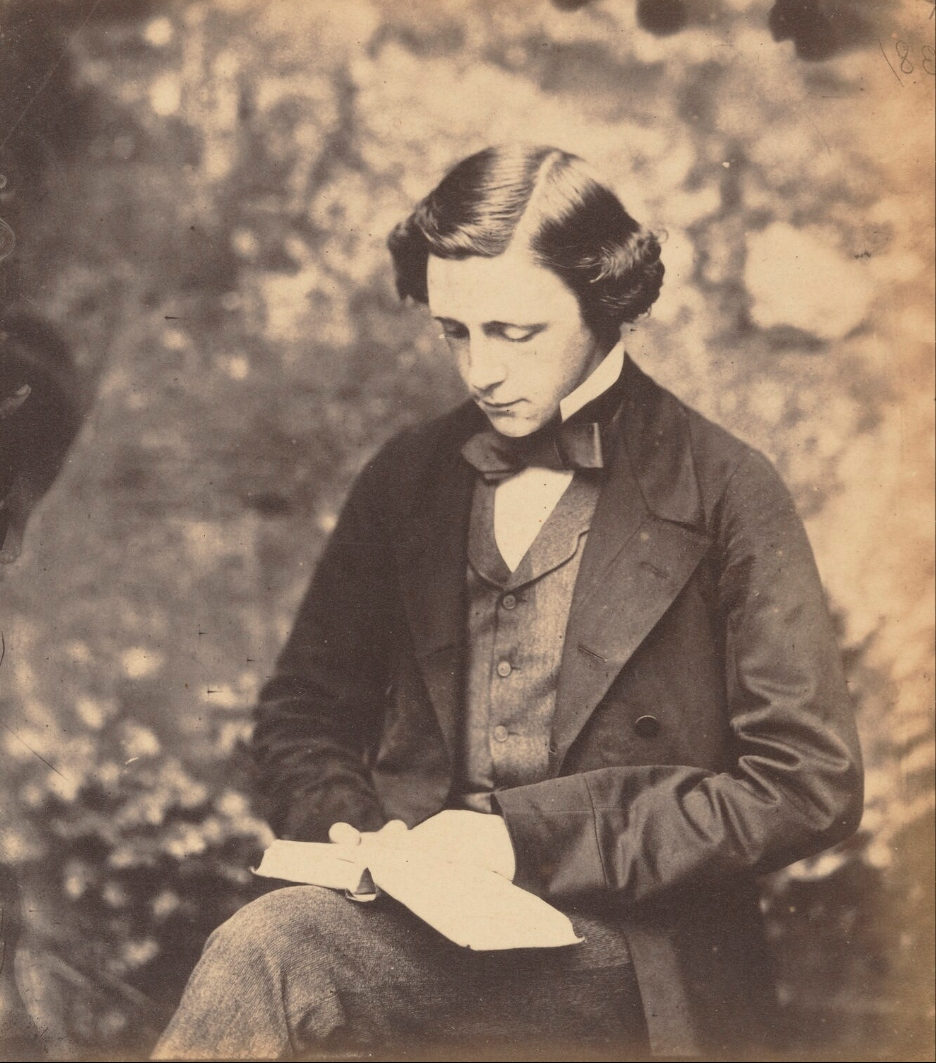
Selbstporträt Lewis Carrolls, um 1856

- 25. April: Charles Lutwidge Dodgson begegnet erstmals der vierjährigen Alice Liddell. Das Verhältnis zu Liddell inspiriert den Fotografen zu den Romanen Alice im Wunderland und Alice hinter den Spiegeln. In der heutigen Pädophilenbewegung wird der Jahrestag als Alice Day begangen. Im gleichen Jahr veröffentlicht Dodgson erstmals unter seinem Künstlernamen Lewis Carroll das romantische Gedicht Solitude in der Zeitschrift The Train.

## Geboren
- 3. Januar: Clara Anhuth, deutsche Schriftstellerin und Bibliothekarin († nach 1920)
- 25. Januar: Pierre Decourcelle, französischer Schriftsteller († 1926)

- 3. Februar: Georg Winter, deutscher Archivar und Historiker († 1912)
- 14. Februar: Frank Harris, irisch-englischer Autor und Redakteur († 1931)
- 20. Februar: Jean Fernand-Lafargue, französischer Schriftsteller († 1903)
- 25. Februar: Alfred Biese, deutscher Literaturhistoriker († 1930)

- 3. März: Gustav Davis, österreichischer Journalist und Zeitungsherausgeber († 1951)
- 9. März: Hermann Iseke, deutscher Dichter († 1907)

- 5. April: Booker T. Washington, US-amerikanischer Pädagoge, Autor, Sozialreformer und Schwarzenrechtler († 1915)
- 15. April: Jean Moréas, französisch-griechischer Dichter († 1910)

- 14. Mai: Georg Asmussen, deutscher Schriftsteller († 1933)
- 15. Mai: Lyman Frank Baum, US-amerikanischer Schriftsteller († 1919)

- 6. Juni: George Lacy Hillier, britischer Radsportler und Autor († 1941)
- 16. Juni: Johannes Mohn, deutscher Verleger († 1930)
- 22. Juni: Henry Rider Haggard, britischer Schriftsteller († 1925)
- 26. Juli: George Bernard Shaw, irischer Dramatiker und Literatur-Nobelpreisträger († 1950)

- 20. August: Jakub Bart-Ćišinski, sorbischer Dichter († 1909)
- 27. August: Iwan Franko, ukrainischer Dichter und Schriftsteller († 1916)
- 28. September: Kate Douglas Wiggin, US-amerikanische Erzieherin und Autorin († 1923)

- 13. Oktober: Lord Frederick Spencer Hamilton, britischer Diplomat, Politiker und Schriftsteller († 1928)
- 18. Oktober: Edmond Haraucourt, französischer Schriftsteller († 1941)
- 25. Oktober: Paul d’Ivoi, französischer Schriftsteller († 1915)
- 27. Oktober: Kenyon Cox, amerikanischer Maler und Schriftsteller († 1919)

- 22. November: Helene Böhlau, deutsche Schriftstellerin († 1940)
- 20. Dezember: Ferdinand Avenarius, deutscher Dichter († 1923)
- 30. Dezember: Conradine Stinde, deutsche Autorin († 1925)
- 31. Dezember: Hildegard Voigt, deutsche Schriftstellerin († 1936)

## Gestorben
- 12. Januar: Ľudovít Štúr, slowakischer Philologe, Schriftsteller und Politiker (* 1815)
- 21. Januar: Benedictus Gotthelf Teubner, deutscher Buchhändler und Verlagsgründer (* 1784)
- 28. Januar: Helmina von Chézy, deutsche Dichterin und Librettistin (* 1783)

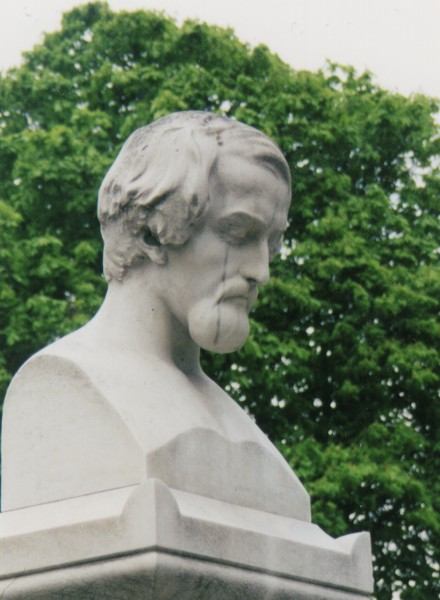
Heines Grabbüste auf dem Friedhof Montmartre in Paris

- 17. Februar: Heinrich Heine, deutscher Dichter und Journalist (* 1797)

- 20. Juni: Hanzo Njepila, sorbischer Volksschriftsteller (* 1766)
- 27. Juni: Joseph Meyer, deutscher Verleger (* 1796)

- 11. Juli: Josef Kajetán Tyl, tschechischer Dramatiker (* 1808)
- 21. Juli: Emil Aarestrup, dänischer Dichter (* 1800)
- 29. Juli: Karel Havlíček Borovský, tschechischer Dichter, Prosaist, Literaturkritiker, Übersetzer, Politiker und Journalist (* 1821)
- 30. Juli: Georg Weerth, deutscher Kaufmann und Schriftsteller (* 1822)

- 21. Oktober: Hendrik Tollens, niederländischer Schriftsteller flämischer Herkunft (* 1780)
- 23. November: Joseph von Hammer-Purgstall, österreichischer Diplomat, Orientalist und Übersetzer (* 1774)
- 28. November: Hirose Tansō, japanischer Gelehrter, Pädagoge und Schriftsteller (* 1782)